# Relazioni bilaterali tra Italia e Uruguay
Le relazioni bilaterali tra Italia e Uruguay fanno riferimento ai rapporti diplomatici fra la Repubblica Italiana e la Repubblica Orientale dell'Uruguay. Entrambi i Paesi intrattengono relazioni amichevoli, il cui rilievo è strettamente legato alla storia dell’emigrazione italiana in Uruguay, che ha contribuito a fare sì che oltre il 40% della popolazione uruguaiana sia oggi di origine italiana.
L'Italia ha un'ambasciata a Montevideo e tre consolati onorari, a Colonia, Montevideo e Paysandú. L'Uruguay ha un'ambasciata a Roma, un consolato generale a Milano e quattro consolati onorari, a Bologna, Genova, Livorno e Venezia.

## Storia
Le relazioni diplomatiche tra i due Paesi risalgono addirittura a prima dell’unificazione italiana: nel 1834, pochi anni dopo l’istituzione dell’Uruguay come Stato indipendente, il Regno di Sardegna disponeva di un proprio rappresentante diplomatico a Montevideo. In seguito, furono seguiti dal Granducato di Toscana e dagli Stati Pontifico.

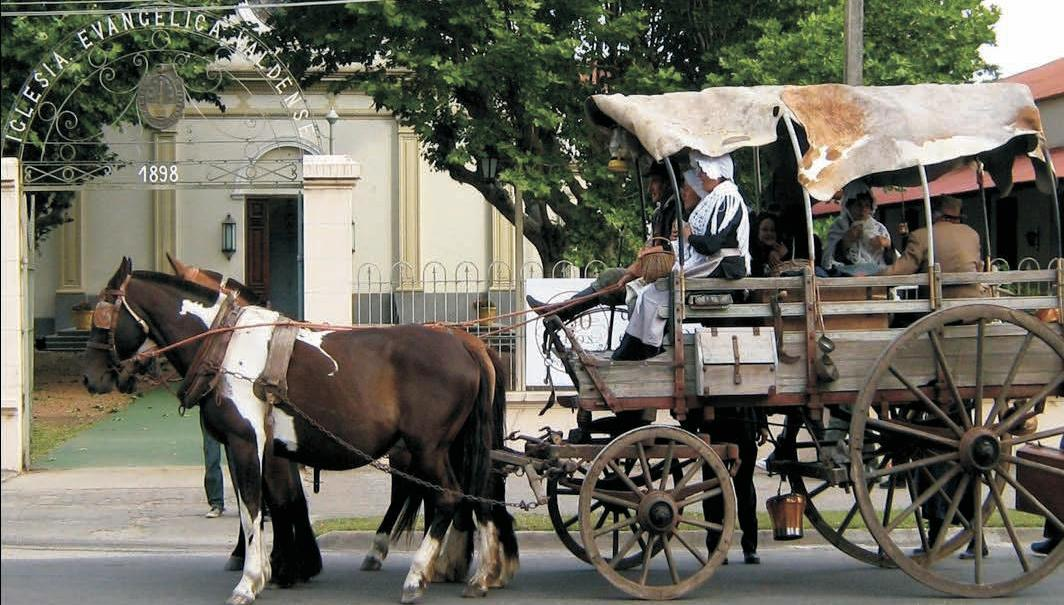
Celebrazione del 150º anniversario della fondazione di Colonia Valdense, città fondata da coloni piemontesi seguaci del Valdismo.

Per secoli, l’Italia ha svolto un ruolo chiave nella storia dell’Uruguay: Giorgio Borghese, colonizzatore e primo abitante civile di Montevideo, era di origine genovese. Allo stesso modo, Giuseppe Garibaldi ebbe un ruolo di rilievo nella guerra civile uruguaiana ed è commemorato nel Paese.

Prima pagina di un quotidiano uruguaiano che riportava la notizia della partecipazione di volontari uruguaiani nell’esercito italiano durante la Guerra d'Etiopia.

A partire dalla metà del XIX secolo, migliaia di italiani emigrarono in Uruguay, diventando il gruppo straniero più numeroso già nel 1908. Questo flusso migratorio, protrattosi fino agli anni ’60 del Novecento, rappresentò la spina dorsale della cultura uruguaiana, influenzandola profondamente sotto il profilo linguistico, delle tradizioni, della gastronomia e dell’architettura. Già negli anni 1910, la comunità italiana in Uruguay gestiva numerose istituzioni di rilievo, riflettendo il suo radicamento e la sua influenza nel tessuto sociale del Paese. Tra queste vi erano l’Ospedale Italiano Umberto I, la Banca Italiana dell’Uruguay e diverse istituzioni educative.
Nel 1924, Umberto di Savoia, principe di Piemonte (e futuro re Umberto II), visitò l’Uruguay nell’ambito di una strategia politica promossa dall’Italia fascista sotto Benito Mussolini, volta a rafforzare i legami tra gli emigrati italiani e la madrepatria. Negli anni 1920 e 1930, la legazione italiana in Uruguay intraprese iniziative volte a influenzare la politica locale e a promuovere il fascismo tra gli italo-uruguaiani tramite la creazione di associazioni sociali e culturali. Il delegato Serafino Mazzolini dichiarò che Mussolini considerava l’Uruguay il paese più "italiano" del continente americano e che il regime fascista lo vedeva come un potenziale alleato futuro sotto i profili politico, etnico e razziale.
Durante il governo di Gabriel Terra (1931–1938), l’Uruguay sviluppò legami più stretti con l’Italia fascista, principalmente guidati dagli elementi tradizionalisti e corporativisti del regime di Terra. Durante la Guerra d'Etiopia, il governo uruguaiano non condannò l’invasione italiana e un contingente di volontari uruguaiani si recò a combattere al fianco delle forze italiane.
Nel gennaio 1942, durante la Seconda guerra mondiale, l’Uruguay dichiarò guerra alle potenze dell’Asse, tra cui l’Italia. Nell’aprile del 1946, entrambe le nazioni ristabilirono le relazioni diplomatiche e, nel 1952, firmarono un accordo sull’immigrazione volto ad «incrementare e regolamentare» i flussi migratori, tenendo conto della domanda di manodopera da parte dell’Uruguay e dell’offerta lavorativa disponibile in Italia.
Nel 2019, 125 000 cittadini uruguaiani (circa il 3,5% della popolazione totale del Paese) possedevano un passaporto italiano, in virtù della loro ascendenza, sebbene si stimi che circa il 40% della popolazione uruguaiana abbia origini italiane.
Entrambe le nazioni sono membri delle Nazioni Unite e, fino al 2012, i due paesi facevano anche parte dell'Unione latina. Inoltre è presente una Camera di Commercio italiana a Montevideo.

## Visite di Stato
Le relazioni tra Italia e Uruguay sono rafforzate dalle numerose e reciproche visite di Stato effettuate nel corso degli anni. Il 1º marzo 1985 il Presidente del Consiglio italiano Bettino Craxi partecipò alla cerimonia di conferimento dell'incarico di Presidente a Julio María Sanguinetti.
Nel maggio del 2013, il presidente uruguaiano José Mujica ha compiuto una visita ufficiale in Italia.